# Gøngehøvdingen (film fra 1909)
 For alternative betydninger, se Gøngehøvdingen. (Se også artikler, som begynder med Gøngehøvdingen)
Gøngehøvdingen er en dansk stumfilm fra 1909 produceret og distribueret af Biorama. Filmen er instrueret af Carl Alstrup. Som de øvrige af Bioramas produktioner stod skuespilleren Jørgen Lund, der også spillede rollen som Gøngehøvdingen, for filmens dekorationer.
Filmens handling er baseret på Carit Etlars roman fra 1853 Gøngehøvdingen.
Filmen havde dansk premiere den 11. februar 1909 i Biografen på Gammel Kongevej 100 på Frederiksberg.

## Medvirkende
- Nikolaj Eiberg som Kong Frederik d. III
- Kaj Rasmussen som Mogens Krabbe
- Solborg Fjeldsøe Rasmussen som Krabbes datter
- Jørgen Lund som Svend Poulsen, "Gøngehøvdingen"
- Carl Johan Lundkvist som Ib
- Maggi Wantzin som Palle
- Aage Brandt som Tam
- Emilie Sannom
- Sernberg Lindqvist som Kulsoen